# Catocala chenyixini
Catocala chenyixini és una espècie de papallona nocturna de la subfamília Erebinae i la família Erebidae. Es troba a la Xina (Zhejiang).